# Alliance Kai-Sagami-Suruga
 (juillet 2017).
Si vous disposez d'ouvrages ou d'articles de référence ou si vous connaissez des sites web de qualité traitant du thème abordé ici, merci de compléter l'article en donnant les références utiles à sa vérifiabilité et en les liant à la section « Notes et références ».
L'alliance Kai-Sagami-Suruga est une alliance de l'époque Sengoku au Japon dont les parties sont le clan Takeda (Kai) dirigé par Takeda Shingen, le clan Hōjō (Sagami) dirigé par Hōjō Ujiyasu et le clan Imagawa (Suruga) dirigé par Imagawa Yoshimoto.

## Détails
Au milieu des années 1550, les clans Imagawa, Hojo et Takeda se sont rencontrés au temple Zentoku-ji dans la province de Suruga et ont conclu un traité de paix. La procédure a été modérée par un moine nommé Taigen Sessai. Les trois daimyos sont convenus de ne pas s'attaquer mutuellement, ils s'accordent aussi soutien et renfort si nécessaire. Cette alliance a été soudée par trois mariages : Hōjō Ujimasa a épousé la fille de Takeda Shingen, Obai-in ; Imagawa Ujizane a épousé une fille de Hōjō Ujiyasu, dame Hayakawa, et Takeda Yoshinobu avait déjà épousé la fille d'Imagawa Yoshimoto, Reisho-in en 1552, renforçant encore les liens entre Takeda et Imagawa. En raison de ces accords, les trois daimyos ont pu se concentrer sur leurs propres objectifs sans crainte d'une attaque.
Ce traité de paix a permis à Imagawa Yoshimoto de se concentrer sur le clan Oda à Owari et tenter d'atteindre Kyoto. Le clan Hōjō en a bénéficié pour étendre son influence sur le Kanto et Takeda Shingen a pu se concentrer sur son invasion de la province de Shinano.
Le nom japonais de l'alliance, « 甲 相 駿 三国 同盟 », signifie littéralement « alliance des trois provinces de Kai (Takeda), Sagami (Hôjô) et Suruga (Imagawa) ».